# Worawut Sukhuna
Worawut Sukhuna (Thai: วรวุฒิ สุขุนา, * 24. Juni 2000), auch als Bank bekannt, ist ein thailändischer Fußballspieler.

## Karriere

### Verein
Der Torhüter spielte in seiner Jugend für den Chonburi FC und unterschrieb hier auch 2019 seinen ersten Profivertrag. Allerdings kam er dort zu keinem Einsatz und so wechselte er 2020 erst leihweise zum Drittligisten Pattaya Discovery United. Mit dem Verein aus dem Seebad Pattaya spielte er in der Eastern Region der Liga. Die Saison 2021/22 stand er leihweise beim Drittligisten Uthai Thani FC. Mit dem Verein aus Uthai Thani spielte er zwölfmal in der Northern Region der Liga. Am Ende der Saison feierte er mit Uthai Thani die Meisterschaft er Region und den anschließenden Aufstieg in die zweite Liga. Im Sommer 2022 kehrte Sukhuna nach Chonburi zurück und kam am 10. September 2022 im Heimspiel gegen den PT Prachuap FC (1:0) zu seinem ersten Einsatz in der ersten Liga. Am 26. Oktober 2022 verursachte der unter Alkoholeinfluss stehende Torwart einen Verkehrsunfall bei dem eine Person tödlich verletzt wurde. Der Vertrag von Worawut Sukhuna wurde durch den Verein aufgelöst. Für dem Erstligisten absolvierte er sechs Erstligaspiele. Von Ende Oktober 2022 bis Mitte Januar 2023 war er vertrags- und vereinslos. Am 17. Januar 2023 nahm ihn der Drittligist Pattaya Dolphins United für den Rest der Saison unter Vertrag. Am Ende der Saison feierte er mit dem Verein aus dem Seebad Pattaya die Meisterschaft der Eastern Region. In den Aufstiegsspielen zur zweiten Liga konnte man sich jedoch nicht durchsetzen. Nach dem dem Aufsteiger MH Nakhonsi City FC die Lizenz für die zweite Liga verweigert wurde, rückte Pattaya als Aufsteiger nach. Für Pattaya stand er siebenmal in der Liga zwischen den Pfosten. Im Juli 2023 wechselte er zum Erstligaaufsteiger Trat FC. Am Ende der Saison 2023/24 belegte er mit dem Verein aus Trat den letzten Tabellenplatz und musste somit in die zweite Liga absteigen. Nach dem Abstieg verließ er den Verein und schloss sich im Juli 2024 dem Zweitligisten Samut Prakan City FC an. Nach 16 Ligaspielen für den Verein aus Samut Prakan wechselte er im Januar 2025 zum Erstligisten PT Prachuap FC.

### Nationalmannschaft
Worawut Sukhuna stand 2022 im erweiterten Aufgebot der thailändische U-23-Nationalmannschaft für die Asienmeisterschaft in Usbekistan, schaffte es allerdings nicht in den endgültigen Kader für das Turnier.

## Erfolge
Uthai Thani FC
- Thai League 3 – North: 2021/22  ▲

Pattaya Dolphins United
- Thai League – East: 2022/23